# Veneția de Jos, Brașov
Veneția de Jos, mai demult Venetia de Jos (în maghiară Alsóvenice, în germană Untervenitze; Unter-Wenitze; Unter-Venedig, colocvial Vineția) este un sat în comuna Părău din județul Brașov, Transilvania, România.

## Originea denumirii localității
Nicolae Densusianu (1846-1911) afirma, în lucrarea sa „Dacia Preistorică”, că satul ar fi fost înființat de coloniști romani stabiliți în Dacia, în vecinătatea geților, și susține că Veneția din Țara Făgărașului ar avea aceeași origine cu Veneția din Italia. Chiar istoricul grec Herodot afirmă că în vecinătate cu geții locuia un popor numit veneti sau vineti. Un argument care să susțină această ipoteză îl reprezintă și descoperirea arheologică întâmplătoare, în anul 1965, a unei monede romane imperiale bătută la Tomis și datată sec. II-III d.Hr.
Despre numele satului există și o variantă a lingvistului Alexandru Graur și anume că denumirea de Veneția provine de la „vinețeală”. Vinețeala este de fapt un praf albastru care se adaugă în var la spoitul caselor și care dă pereților culoarea vânătă (albastră). Cu toate acestea este puțin probabil să fie așa, deoarece majoritatea satelor din zonă foloseau această culoare pentru casele lor, fără a se denumi după aceasta.

## Istoria Veneției
Deși nu se cunoaște cu exactitate data întemeierii satului, există totuși câțiva istorici care amintesc despre trecutul îndepărtat al satului, Veneția de Jos existând chiar înainte de întemeierea Țărilor Române, în primii ani ai mileniului al-II-lea. Izvoarele intuiesc oarecum faptul că meleagurile venețiene au fost locuite din primul mileniu, doar că nu s-au păstrat urme arheologice sau încă nu au fost descoperite.
Veneția de Jos a fost atestată documentar încă din anul 1235, când Papa Grigore al-IX lea poruncește efectuarea unei cercetări în pricina dintre episcopul Transilvaniei și mai mulți preoți din zona Țării Făgărașului, printre care și un anume “Conrad de Venetiis”. Aceasta ar putea fi prima atestare scrisă despre actualul sat. 
În anul 1733 episcopul greco-catolic Inocențiu Micu-Klein a dispus organizarea unui recensământ (unei conscripțiuni) în Ardeal. La acea dată Veneția de Jos era sediul unui protopopiat greco-catolic: Archidiaconatus Venecziensis. Protopop (Archidiaconus) greco-catolic era Ionás (Ionaș); la Veneția de Jos (Alsó-Venecze) mai erau recenzați încă doi preoți, ambii uniți: Sztoika și Opra (Stoica și Oprea, desigur). În localitatea Veneția de Jos a anului 1733, existau o biserică (unită) și o casă parohială (Domus parochialis). De pe fânețele parohiei se strângeau 4 care de fân (Foeneta Currum: 4). La Veneția de Jos erau recenzate 100 de familii, cu alte cuvinte, circa 500 de locuitori. Numele localității și al preoților erau notate în limba maghiară sau în românește, cu ortografie maghiară, întrucât rezultatele conscripțiunii urmau să fie înaintate unei comisii formate din neromâni, în majoritate maghiari.
Veneția de Jos a fost centru de comună până în 1947, dar, întrucât în timpul alegerilor din 1946, a avut loc o mare revoltă a sătenilor, deoarece oamenii nu erau mulțumiți de felul în care se vota, drept pedeapsă, după multe arestări ordonate de către comuniști, s-a dispus mutarea Primăriei în satul Părău, unde este și astăzi.

## Geografie și climă
Veneția de Jos este situată pe malul stâng al râului Olt. Satul se află la o altitudine de aproximativ 445 de metri și este înconjurat de dealuri și terenuri agricole fertile.
Pe baza datelor climatice regionale furnizate de Administrația Națională de Meteorologie pentru Depresiunea Făgărașului și județul Brașov, temperatura medie anuală în această zonă se situează în jurul valorii de 8–9°C. Iernile sunt reci, cu minime care pot coborî sub –10°C și cu strat de zăpadă stabil prezent între noiembrie și martie. Verile sunt relativ calde, cu temperaturi medii în luna iulie de 18–19°C, dar cu diferențe termice semnificative între zi și noapte.
Precipitațiile anuale (700–850 mm) au un maxim în mai–iunie și un al doilea în septembrie–octombrie. Iarna predomină ninsorile, iar vara apar ploi torențiale, specifice climatului continental moderat. Vânturile, din NV și SE, sunt atenuate de relief, iar umiditatea ridicată iarna favorizează ceața.

## Viața comunitară, educație și cultură
În Veneția de Jos funcționează o școală gimnazială și o grădiniță cu program normal, ambele în regim fizic, conform evidențelor oficiale ale Inspectoratului Școlar Județean Brașov. Acestea asigură învățământul preșcolar și primar pentru copiii din localitate. Pentru ciclurile gimnazial și liceal, elevii își continuă studiile în localități apropiate, precum Părău și Făgăraș.
Activitatea culturală din Veneția de Jos include păstrarea portului popular și a obiceiurilor religioase tradiționale, precum colindatul și jocul călușarilor. Se organizează periodic manifestări precum „întâlnirea fiilor satului”, iar tradițiile sunt transmise în principal în mediul familial.
Religia are un rol important în viața comunității. Majoritatea locuitorilor sunt de confesiune ortodoxă, iar activitatea religioasă este centrată în jurul celor două biserici ale satului, care funcționează ca centre spirituale și identitare. Informații detaliate despre aceste edificii se regăsesc în secțiunea „Monumente și atracții turistice”.

## Monumente și atracții turistice
Biserica „Adormirea Maicii Domnului”, construită între 1790 și 1818, un edificiu clasat ca monument istoric, se remarcă prin navă dreptunghiulară, absidă poligonală și turn-clopotniță cu coif baroc. Frescele exterioare din secolul al XIX-lea, aflate pe fațada estică, sunt rare în peisajul ecleziastic rural. Biserica este înconjurată de un cimitir vechi, unde se află morminte ale preoților locali.
Biserica "Cuvioasa Paraschiva", a cărei datare exactă rămâne necunoscută, este atestată documentar în jurul anului 1700, perioadă în care a fost atribuită comunității locale ortodoxe, care adoptase confesiunea greco-catolică. Cel mai probabil edificată în această epocă, biserica a funcționat ulterior numai ca lăcaș de cult al Bisericii Române Unite cu Roma până în anul 1948, când, în contextul instaurării regimului comunist și al aplicării Decretului nr. 358/1948 – act normativ care a oficializat desființarea Bisericii Greco-Catolice – a fost transferată în folosința Bisericii Ortodoxe Române.
Muzeul Boierilor Veneției Făgărașului, amenajat într-o clădire datând din secolul al XVIII-lea („Casa Boierului Comănici"), 
găzduiește o expoziție de port popular, obiecte tradiționale, fotografii vechi și documente de înnobilare ale boierilor locali. Muzeul este un proiect comunitar de valorizare a memoriei nobiliare locale.
Muzeul Satului Venețian este amenajat în fosta clădire a grădiniței din centrul satului. Expoziția cuprinde obiecte bisericești, fotografii vechi, mobilier tradițional și costume populare.
Ruinele băilor termale, cunoscute sub numele de „La Băi”, sunt situate în extravilan. Stațiunea balneară a funcționat în prima jumătate a secolului XX și valorifica izvoare sărate și nămoluri terapeutice. Astăzi sunt vizibile urmele unor bazine și fundații.
Coloniile de berze albe (Ciconia ciconia) sunt un simbol natural al satului. Prezența berzelor albe a devenit un element distinctiv al satului, asociat uneori cu metafora „mica deltă a Făgărașului”.

## Personalități istorice
Lista este organizată în ordine cronologică, în funcție de perioada în care aceste persoane au fost active sau atestate documentar.
Conradum de Venetiis (sec. XIII) – preot catolic originar din satul Venetii, menționat într-un document papal emis la 13 noiembrie 1235 de Papa Grigore al IX-lea. Numele său apare în cea mai veche atestare documentară cunoscută a satului Veneția de Jos, făcând din el prima personalitate istorică identificabilă din această localitate.
Ladislau Dobka (sec. al XIV-lea) – nobil român din Țara Făgărașului, menționat într-un document emis în anul 1372 de către voievodul Vladislav I, cunoscut și ca Vlaicu Vodă al Țării Românești, prin care i se confirma stăpânirea asupra unor posesiuni locale. Este considerat unul dintre primii reprezentanți ai nobilimii române din regiune 
Anton von Petz (n. 24 ianuarie 1819 – d. 7 mai 1888, Trieste) a fost un viceamiral al marinei austro-ungare și cavaler al Ordinului Militar Maria Terezia. El a avut o carieră remarcabilă în marina imperială, remarcându-se în bătălia navală de la Lissa, actualmente Vis, insulă aparținând Croației (1866) prin curaj și pricepere, ceea ce i-a adus recunoașterea cu ordinul sus-menționat. În 1869, a condus o expediție navală spre Asia de Est și America de Sud pentru stabilirea de relații comerciale și maritime.
Iacob Popeneciu (n. 4 iunie 1842 - d. 28 septembrie 1912), descendent al unei vechi familii nobile din Țara Făgărașului, a fost un lider important al luptei politice pentru emanciparea națională a românilor din Ardeal. Ca filantrop și membru activ, a susținut Asociația Transilvană pentru Literatura Română și Cultura Poporului Român (ASTRA), organizație fondată la Sibiu în 1861. Popeneciu a promovat învățământul românesc, fiind membru fondator al Despărțământului Făgăraș al Reuniunii Învățătorilor Români Uniți din Arhidieceza Arhiepiscopală. În calitate de membru pe viață al Societății pentru Fond de Teatru Român, a contribuit activ la promovarea teatrului în limba română.
Emil Pușcariu (cunoscut și ca Emil Ion Cavaler de Pușcariu) (8 martie 1859, d. 3 octombrie 1928, Iași), medic și om de știință român, profesor la Facultatea de Medicină din Iași; a înființat în 1891 cel de al patrulea Institut Antirabic din lume, după cele înființate de Louis Pasteur la Paris, M.N. Gamaleia la Odessa și Victor Babeș la București.
Lidia Jiga (n. 1 mai 1932 – d. 7 noiembrie 1970) a fost cea mai cunoscuta dresoare de lei, tigri și pantere din România, apreciată la nivel european pentru curajul și talentul său. A avut o carieră strălucită, însă și-a găsit sfârșitul tragic în arena circului din Harkov, Ucraina de astăzi, atacată de propriile animale în timpul unui spectacol. Lidia Jiga rămâne o figură emblematică a artei dresajului, recunoscută pentru performanțele sale extraordinare și pentru legătura specială cu felinele sale.
Aurel Cornea (n. 6 iulie 1933 – d. 3 septembrie 2005) a fost un matematician român de renume internațional, specializat în analiza matematică și teoria potențialului. Deși a orbit la 15 ani, a urmat o carieră academică remarcabilă, fiind profesor la Universitatea din București și, ulterior, la Universitatea Catolică din Eichstätt, Germania. A fost distins cu titlul de Doctor Honoris Causa al Universității din București și cu Ordinul „Serviciul Credincios” în grad de Comandor.

## Imagini

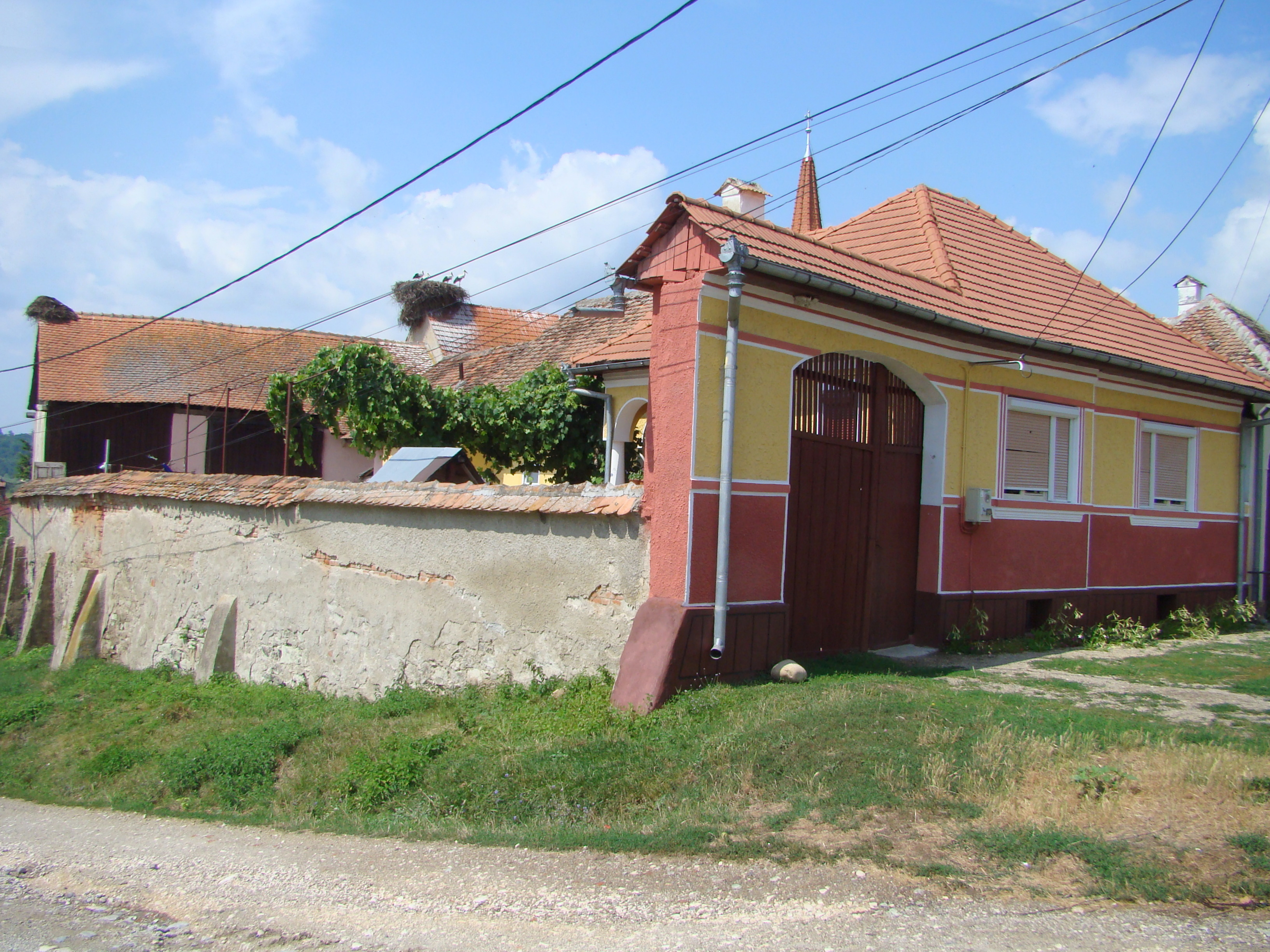
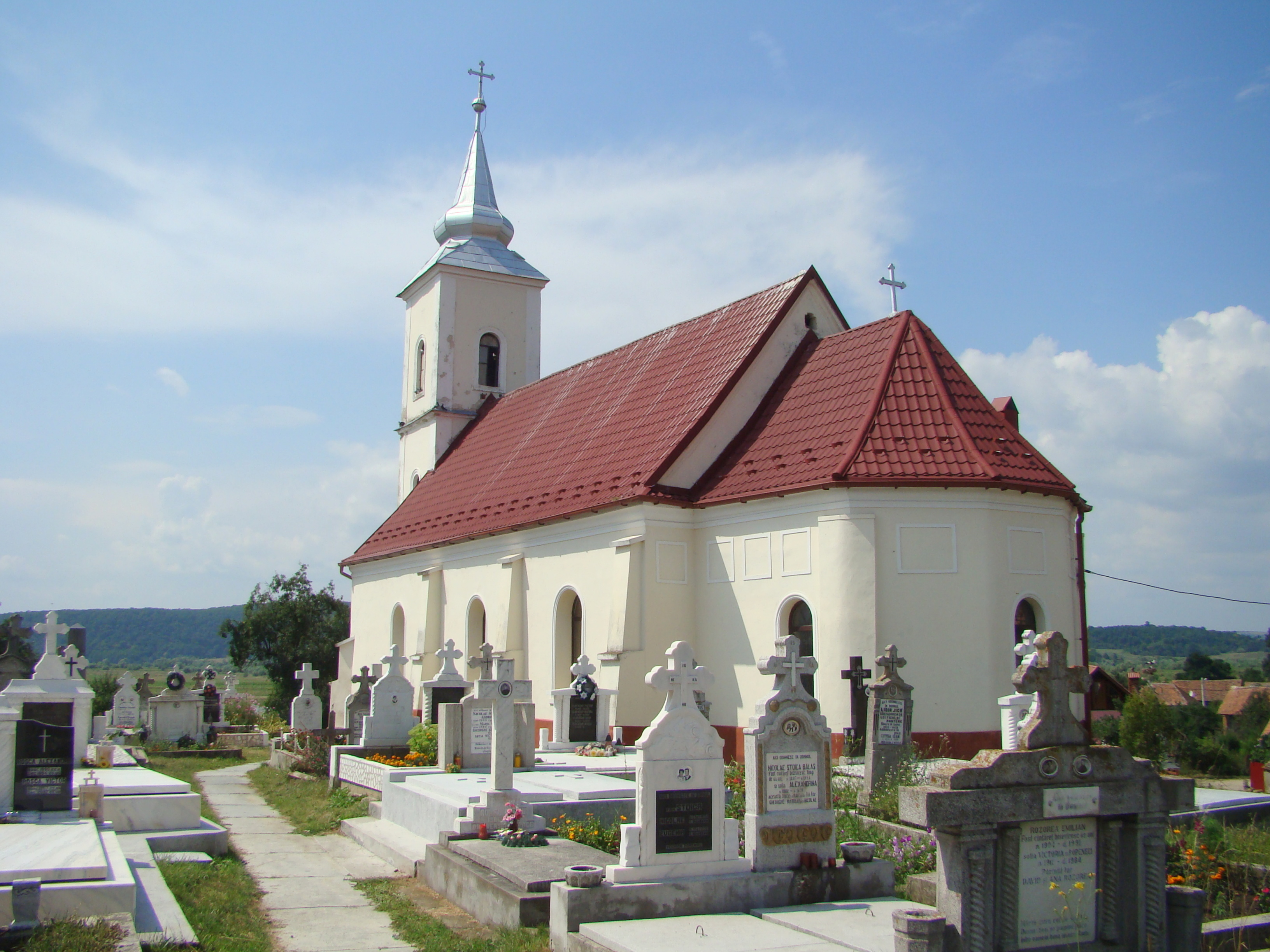
Biserica „Cuvioasa Paraschiva”
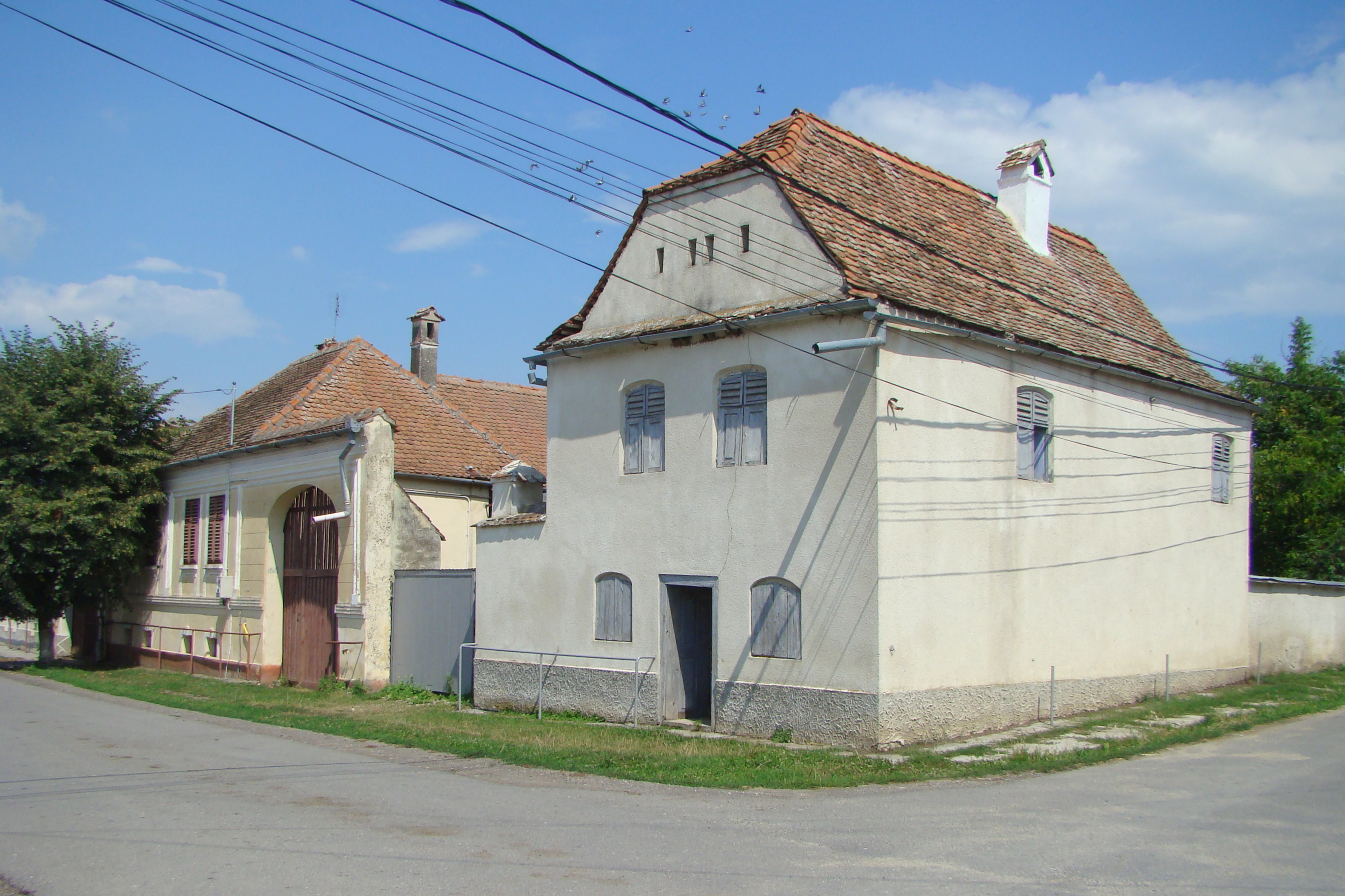
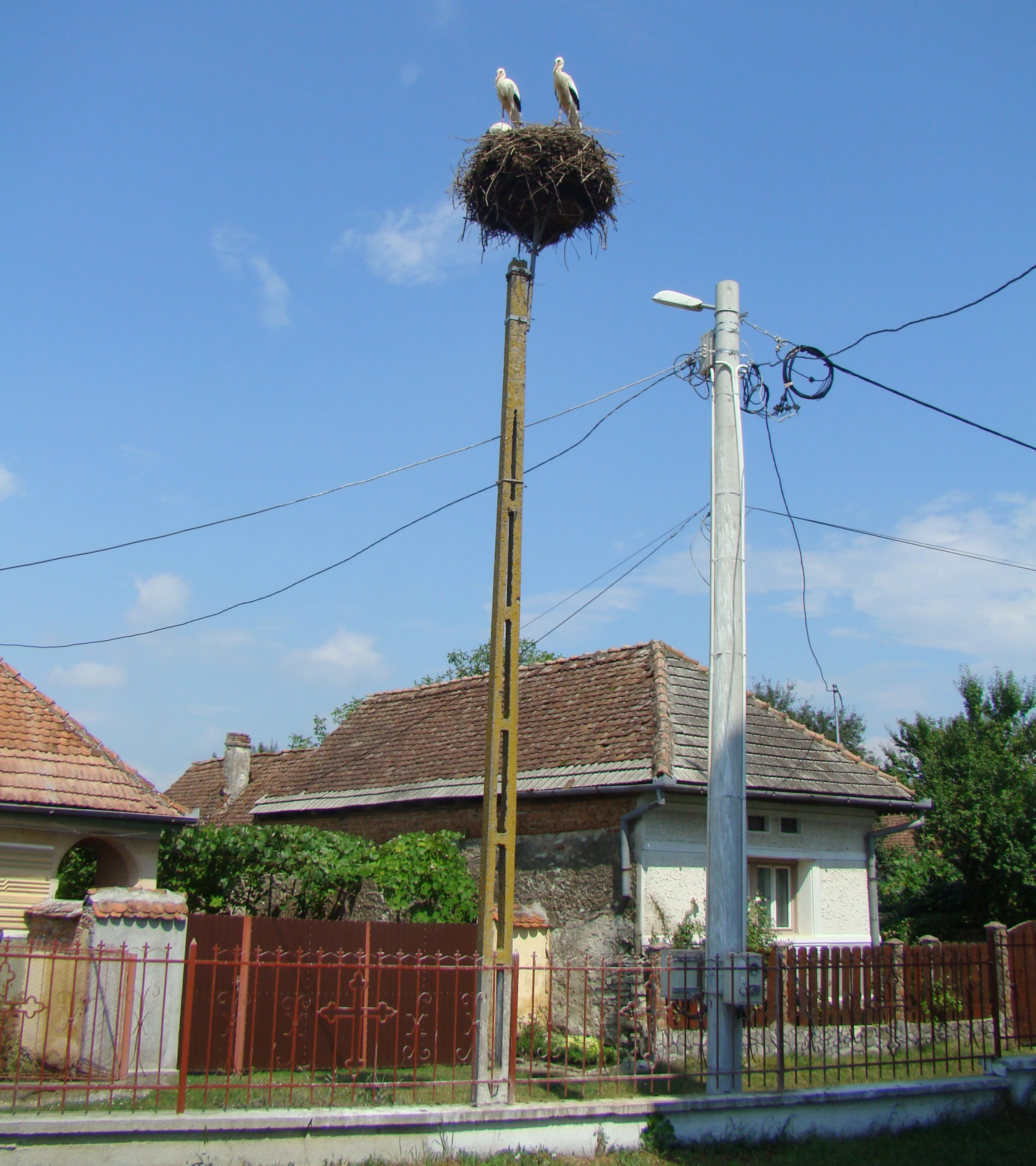
Localitatea este renumită pentru numărul foarte mare de cuiburi de berze
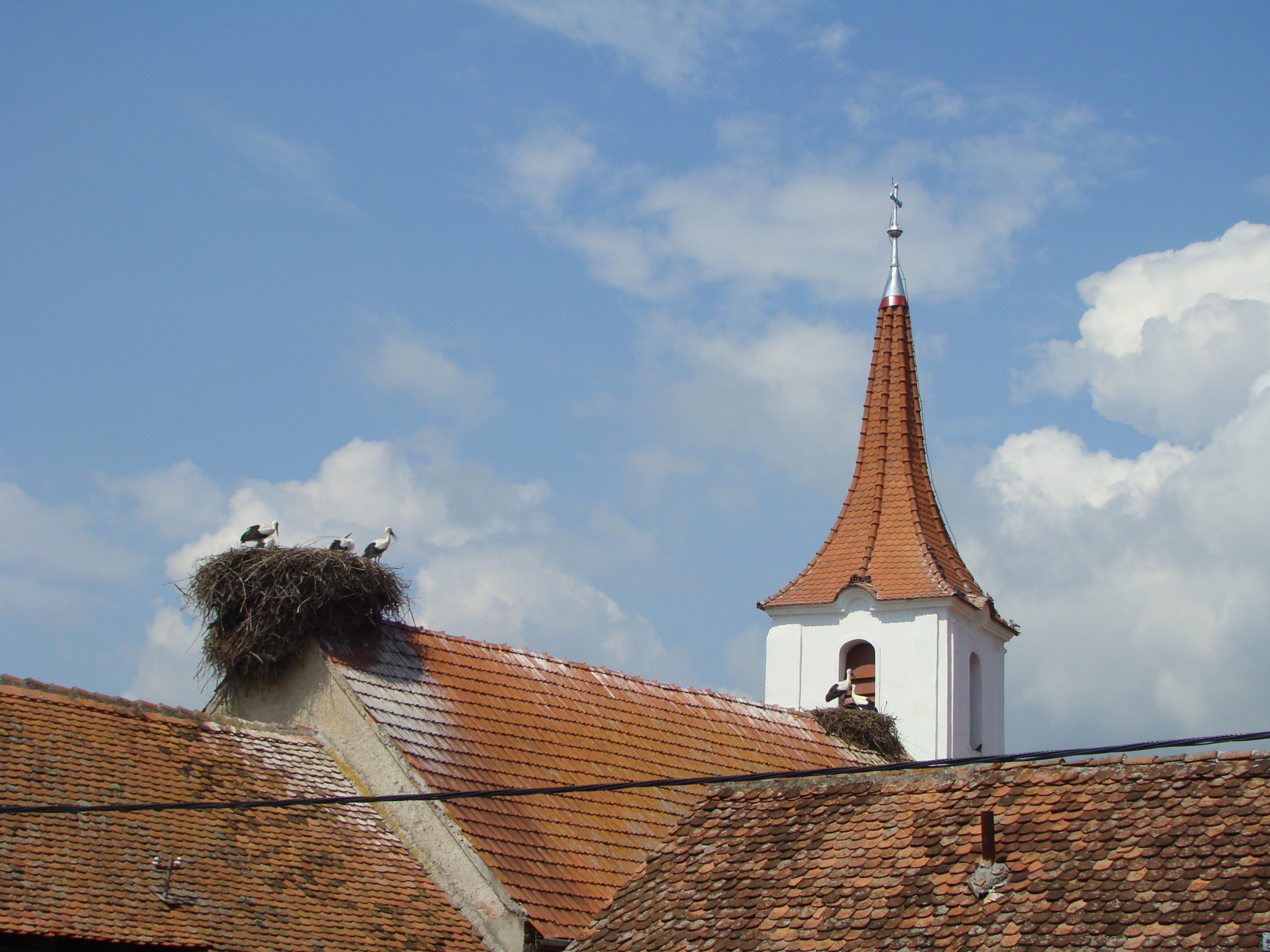
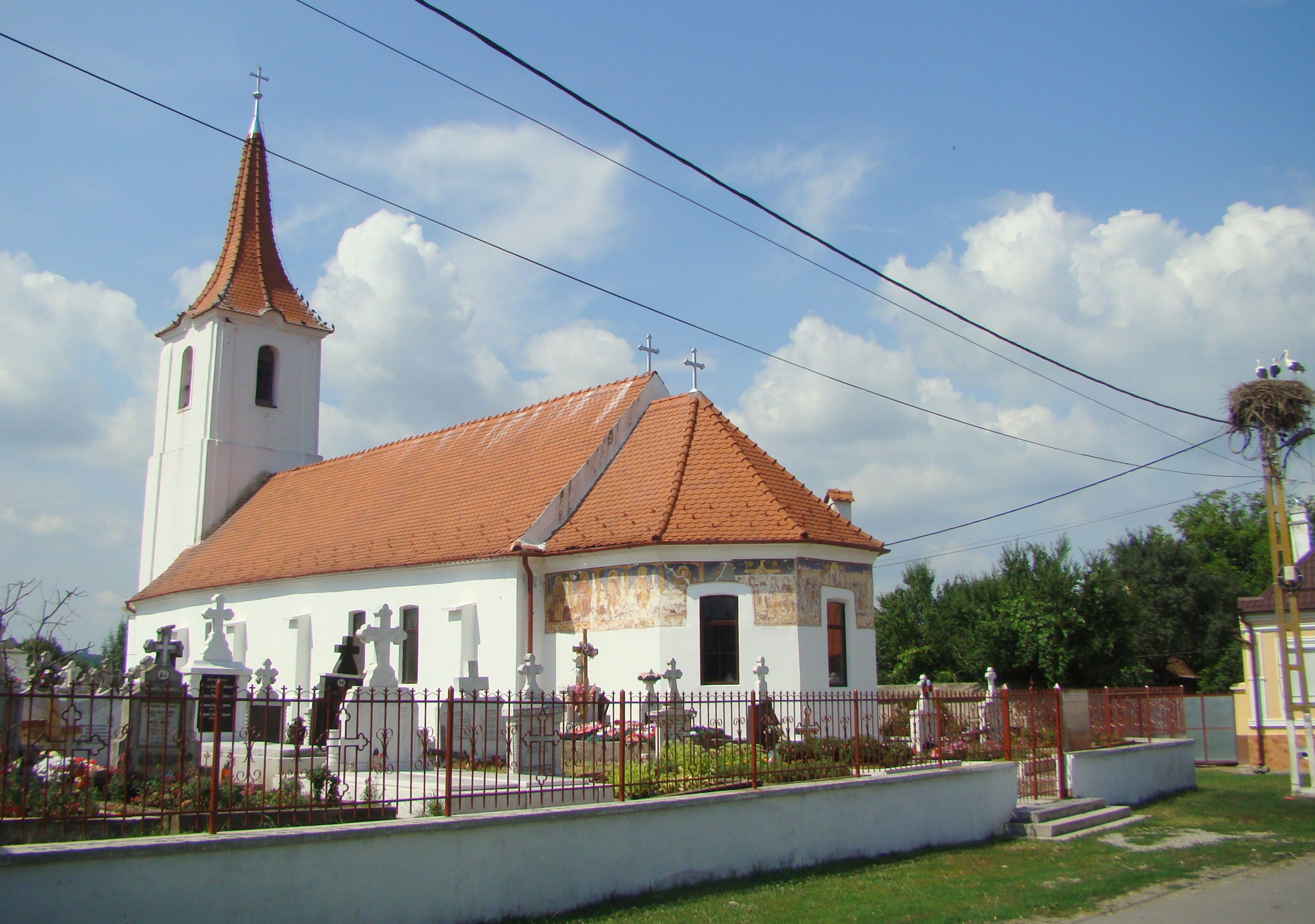
Biserica „Adormirea Maicii Domnului” (monument istoric)
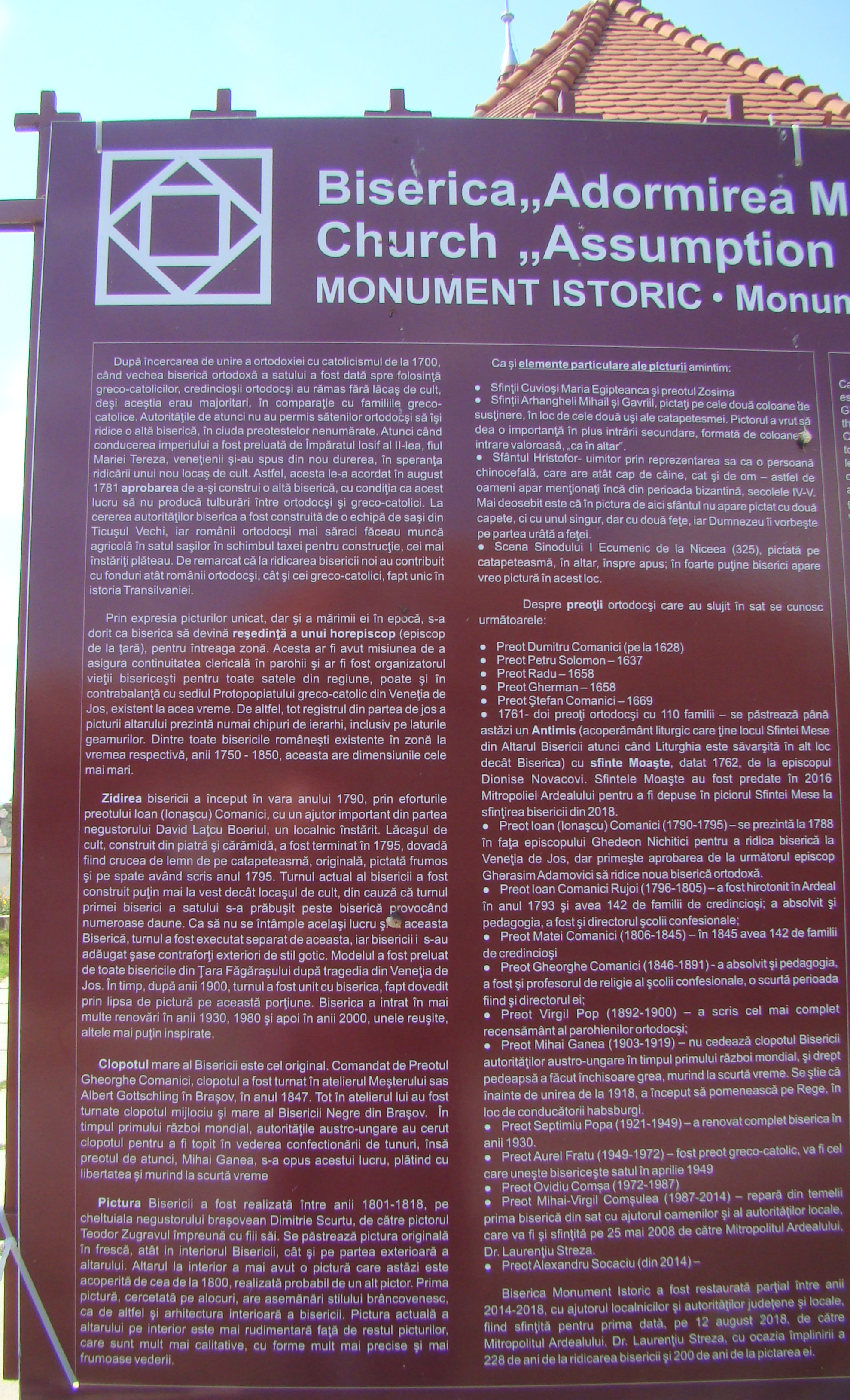
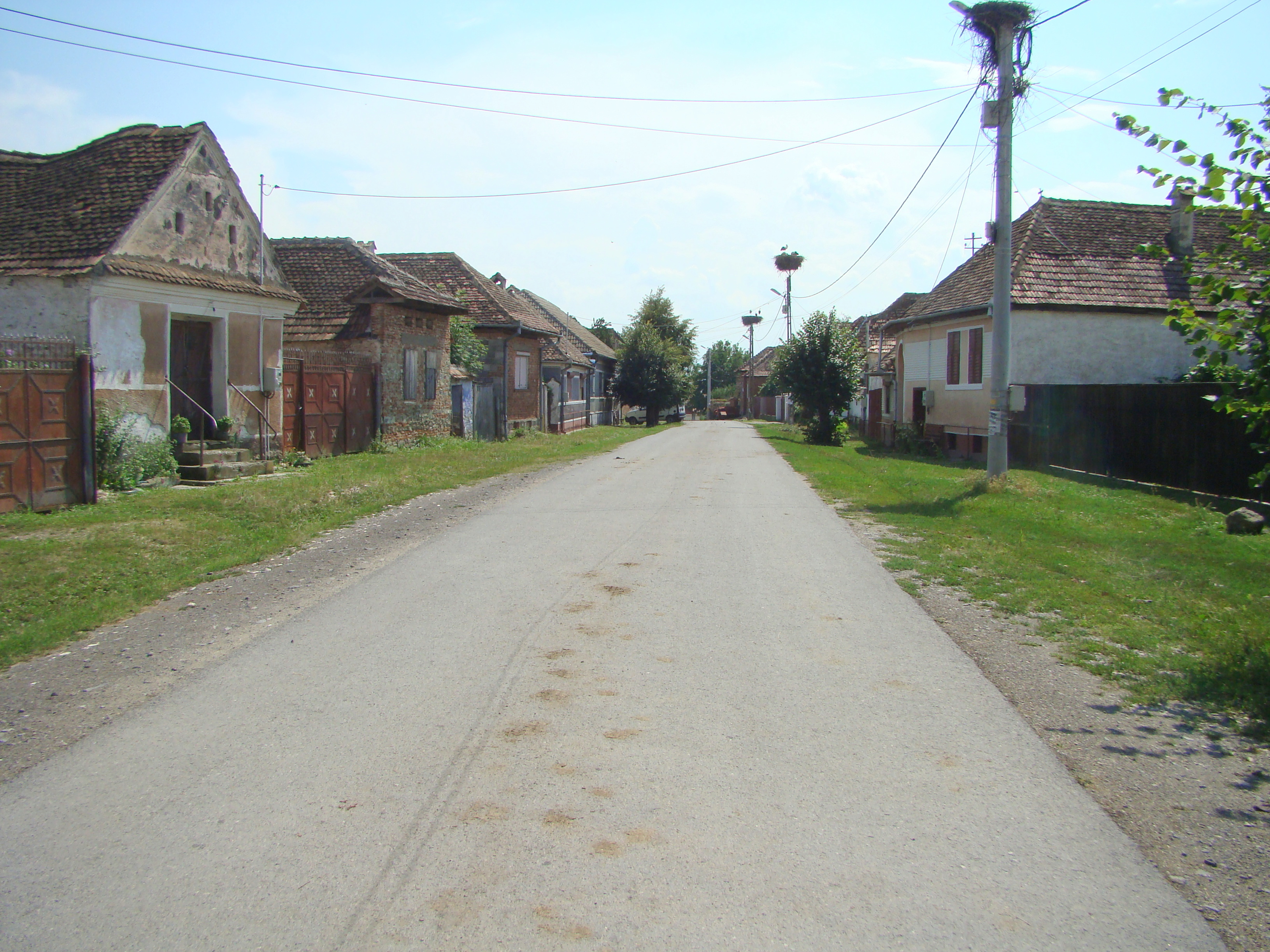